# Transtorno de ansiedade
As perturbações de ansiedade (português europeu) ou transtornos de ansiedade (português brasileiro) são um grupo de perturbações mentais caracterizadas por sentimentos de ansiedade e medo. A ansiedade corresponde à preocupação com acontecimentos futuros, enquanto o medo é uma reação aos acontecimentos do presente. Estes sentimentos podem causar sintomas físicos, como ritmo cardíaco acelerado ou tremores. Existem várias perturbações de ansiedade conforme as causas dos sintomas, incluindo perturbação de ansiedade generalizada, fobias específicas, agorafobia, perturbação de ansiedade social, perturbação de ansiedade de separação e perturbação de pânico. É frequente as pessoas apresentaram mais do que uma perturbação de ansiedade.
As perturbações de ansiedade são causadas por uma combinação de fatores genéticos e ambientais. Entre os fatores de risco estão um historial de abuso infantil, antecedentes familiares de perturbações mentais e pobreza. As perturbações de ansiedade ocorrem muitas vezes a par de outras perturbações, sobretudo perturbação depressiva major, perturbações de personalidade e perturbações induzidas pelo consumo de drogas. Para o diagnóstico ser confirmado, é necessário que os sintomas estejam presentes durante pelo menos seis meses, que sejam mais intensos do que aquilo que seria expectável para a situação e que diminuam a função. Entre outras condições médicas e psiquiátricas que podem causar sintomas semelhantes estão o hipertiroidismo, doenças cardiovasculares, consumo de cafeína, tabaco ou canábis e a abstinência de determinadas drogas. Transtornos de ansiedade podem, assim como outros distúrbios neurológicos e psiquiátricos, ser um sintoma da síndrome de ativação de mastócitos.
Sem tratamento, as perturbações de ansiedade tendem a permanecer. O tratamento pode consistir em alterações do estilo de vida, psicoterapia e medicamentos. A psicoterapia consiste geralmente em terapia cognitivo-comportamental. Os medicamentos, como os antidepressivos ou os betabloqueadores, podem melhorar os sintomas.
As perturbações de ansiedade ocorrem com o dobro da frequência em mulheres do que em homens e têm geralmente início antes dos 25 anos de idade. Em dado ano, cerca de 12% das pessoas são afetadas por uma perturbação de ansiedade. As mais comuns são as fobias específicas, que afetam 12% das pessoas em algum momento da vida, e a perturbação de ansiedade social, que afeta 10%. As perturbações de ansiedade afetam de forma mais comum as pessoas entre os 15 e os 35 anos de idade e tornam-se menos comuns após os 55 anos. A prevalência aparenta ser maior nos Estados Unidos e na Europa.